# Canton de Beaurieux
Le canton de Beaurieux est une ancienne division administrative française située dans le district de Laon du département de l'Aisne. Son chef-lieu était la commune de Beaurieux et le canton comptait 19 communes au moment de sa création.

## Histoire
Le canton est créé le 18 février 1790 sous la Révolution française,. Le canton a compté dix-neuf communes avec Beaurieux pour chef-lieu au moment de sa création : Beaulne-et-Chivy, Beaurieux, Bourg, Cerny-en-Laonnois, Comin, Cuiry-lès-Chaudardes, Cuissy, Geny, Jumigny, Moulins, Moussy, Œuilly, Oulches, Paissy, Pargnan, Troyon, Vassogne, Vendresse et Verneuil-Courtonne. 
En 1790, les communes de Bourg et Comin se regroupent et la nouvelle entité prend le nom de Bourg-et-Comin. Dans le même temps, Cuissy et Geny fusionnent et forment la commune de Cuissy-et-Geny. Le canton compte alors 17 communes jusqu'à sa disparition.
Lors de la création des arrondissements par la loi du 28 pluviôse an VIII (17 février 1800), le canton de Beaurieux est rattaché à l'arrondissement de Laon.
Le canton disparaît le 25 septembre 1801 (3 vendémiaire, an X) sous le Consulat ; Beaulne-et-Chivy, Beaurieux, Bourg-et-Comin, Cerny-en-Laonnois, Cuiry-lès-Chaudardes, Cuissy-et-Geny, Jumigny, Moulins, Moussy, Œuilly, Oulches, Paissy, Pargnan, Troyon, Vassogne, Vendresse et Verneuil-Courtonne sont reversées dans le canton de Craonne.

## Composition
Le canton est composé de 17 communes au moment de sa suppression en 1801. 
Le tableau suivant en donne la liste, en précisant leur nom, leur population en 1793, puis en 1800, leur cantons de rattachement de l'An X, et leur appartenance aux cantons actuels.
| Communes             | Population (1793) | Population (1800) | Canton de l'an X | Canton actuel |
| -------------------- | ----------------- | ----------------- | ---------------- | ------------- |
| Beaulne-et-Chivy,    | 170               | 186               | Craonne          | Guignicourt   |
| Beaurieux            | 830               | 840               | Craonne          | Guignicourt   |
| Bourg-et-Comin       | 239               | 280               | Craonne          | Guignicourt   |
| Cerny-en-Laonnois    | 170               | 181               | Craonne          | Laon-2        |
| Cuiry-lès-Chaudardes | 86                | 93                | Craonne          | Guignicourt   |
| Cuissy-et-Geny       | 204               | 231               | Craonne          | Guignicourt   |
| Jumigny              | 326               | 314               | Craonne          | Guignicourt   |
| Moulins              | 255               | 274               | Craonne          | Guignicourt   |
| Moussy-sur-Aisne,    | 136               | 158               | Craonne          | Guignicourt   |
| Œuilly               | 247               | 247               | Craonne          | Guignicourt   |
| Oulches,             | 255               | 248               | Craonne          | Guignicourt   |
| Paissy               | 248               | 286               | Craonne          | Guignicourt   |
| Pargnan              | 231               | 244               | Craonne          | Guignicourt   |
| Troyon,              | 76                | 81                | Craonne          | Guignicourt   |
| Vassogne             | 230               | 206               | Craonne          | Guignicourt   |
| Vendresse,           | 166               | 162               | Craonne          | Guignicourt   |
| Verneuil-Courtonne,  | 266               | 264               | Craonne          | Guignicourt   |

## Évolution démographique
| 1793  | 1800  |
| ----- | ----- |
| 4 135 | 4 295 |

Histogramme

(élaboration graphique par Wikipédia)